# JK Tallinna Kalev
Maillots
Actualités
Le JK Tallinna Kalev est un club estonien de football basé au stade central de Kalev de Tallinn.

## Histoire
Il est relégué en Esiliiga pour la saison 2010, après avoir conclu la saison 2009 à la 10e et dernière place de la 1re division (Meistriliiga), avec un bilan de 16 points (4 victoires, 4 nuls et 28 défaites). Le club remonte en 2018 en Meistriliiga.

## Bilan sportif

### Palmarès
- Championnat d'Estonie
  - Champion : 1923, 1926, 1928, 1930

### Bilan européen
Légende
- Victoire ou qualification pour le tour suivant
- Match nul
- Défaite ou élimination de la compétition

Note : dans les résultats ci-dessous, le score du club est toujours donné en premier
| Saison    | Compétition      | Tour           | Club      | Domicile | Extérieur | Total |
| --------- | ---------------- | -------------- | --------- | -------- | --------- | ----- |
| 2024-2025 | Ligue Conférence | Premier tour Q | FC Urartu | 1 - 2    | 0 - 2     | 1 - 4 |